# Kaldrananeshreppur
Kaldrananeshreppur es municipio de la región de Vestfirðir, situado al noroeste de Islandia. 

## Población y territorio
Después de Árneshreppur, es el municipio menos poblado de la región de Vestfirðir. En enero de 2011 contaba con una población de 106 personas, de las cuales 67 viven en Drangsnes. 
Su área total es de 387 kilómetros cuadrados para una densidad de 0,27 habitantes por kilómetro cuadrado. Por el sur y por el este lo baña el Océano Ártico, por el oriente limita con el municipio de Strandabyggð y por el norte con el de Árneshreppur.
Se encuentra en la zona noroccidental de la bahía de Húnaflói, al noroeste de Islandia.